# Cronologia da história natural da Terra
Esta é uma cronologia da história natural da Terra, que visa a relacionar os principais eventos geológicos e biológicos, significativos desde a formação da Terra até a chegada dos humanos modernos.

## Visão geral
Na geocronologia, o tempo é geralmente medido em Ma (megaannum ou milhões de anos atrás), cada unidade representando o período de aproximadamente 1.000.000 de anos no passado. A história da Terra é dividida em quatro grandes éons, começando 4.540 Ma com a formação do planeta. Cada éon viu as mudanças mais significativas na composição, clima e vida da Terra. Cada éon é posteriormente dividido em eras, que por sua vez são divididos em períodos, que são divididos em épocas.

## O início do Sistema Solar
Na história mais antiga do Sistema Solar, o Sol, os planetesimais e os planetas jovianos foram formados. O Sistema Solar interno mais lentamente do que o externo agregado, de modo que os planetas terrestres ainda não foram formadas, incluindo a Terra e a Lua.
| Data             | Evento |
| ---------------- | --- |
| c.4,570 Ma       | As sementes de uma supernova (conhecido como supernova primordial) da nossa vizinhança galática com elementos pesados serão incorporadas para a Terra, e resulta em uma onda de choque denso na região da Via Láctea. As inclusões Ca-Al-ricos, que formou 2 milhões de anos atrás dos côndrulos, são uma armadura de uma clave da explosão de supernova. |
| c.4,567±3 Ma     | Colapso rápido da nuvem molecular de hidrogênio, formando uma estrela da terceira geração da população I, o Sol, em uma região da Zona Habitável Galáctica (GHZ), a cerca de 25.000 anos-luz do centro da Galáxia Via Láctea. |
| c.4,566±2 Ma     | Um disco protoplanetário (do qual a Terra eventualmente se forma) emerge ao redor do Sol jovem, que está em seu estágio T Tauri. - A ilustração da nebulosa solar. |
| c.4,560–4,550 Ma | Proto-Terra forma-se na borda externa (mais fria) da zona habitável do Sistema Solar. Nesta fase, a constante solar do Sol era apenas cerca de 73% do seu valor atual, mas a água líquida pode ter existido na superfície do proto-Terra, provavelmente devido ao aquecimento do efeito estufa de altos níveis de metano e dióxido de carbono presentes na atmosfera. Início da fase de bombardeio começa: porque a vizinhança solar está repleta de grandes planetoides e detritos, a Terra experimenta uma série de impactos gigantes que ajudam a aumentar o seu tamanho global. |

## Superéon Pré-Cambriano
O Pré-Cambriano (até c.541 Ma), agora denominado "superéon", mas anteriormente chamado uma era, é dividido em três períodos geológicos chamados éons: Hadeano, Arqueano e Proterozoico. Os dois últimos são subdivididos em várias eras como atualmente definido. No total, o Pré-Cambriano compreende cerca de 85% do tempo geológico desde a formação da Terra, há c.4533 milhões de anos até o momento em que as criaturas desenvolveram os exoesqueletos (isto é, as partes duras externas) e assim deixaram restos fósseis abundantes.

### Éon Hadeano
| Data             | Evento |
| ---------------- | --- |
| c.4,533 Ma       | Éon Hadeano, no superéon Pré-Cambriano, era não-oficial Críptico inicia, começar com sistema de formas da Terra-Lua, possivelmente como resultado de uma colisão planetária entre o proto-Terra e o hipotético protoplaneta Theia. (A Terra era consideravelmente menor do que agora, antes deste impacto.) Este impacto vaporizou uma grande quantidade da crosta, e enviou material em órbita ao redor da Terra, que permaneceu como um anéis, semelhantes aos de Saturno, por alguns milhões de anos, até que esses se uniram para se tornar a Lua. O período da geologia lunar Pré-Nectárica começa. A Terra foi coberta por um oceano magmático de 200 km de profundidade, resultante da energia deste impacto e de outros planetesimais, durante a fase de bombardeio inicial e da energia libertada pelo núcleo planetário. Desgaseificação da rocha crustal, da à Terra uma atmosfera oxirredução de metano, nitrogênio, hidrogênio, amônia e vapor de água, com menores quantidades de sulfeto de hidrogênio, monóxido de carbono e, em seguida, dióxido de carbono. Com mais desgaseificações completas entre 1000-1500 K, o nitrogênio e a amônia se tornam componentes menores, e quantidades comparáveis de metano, monóxido de carbono, dióxido de carbono, vapor de água e hidrogênio são liberados. - A ilustração da hipótese do impacto gigante, acredita-se ter formado pela Lua. - A ilustração da superfície terrestre no éon Hadeano. |
| c.4,500 Ma       | O Sol entra na sequência principal: um vento solar varre o sistema Terra-Lua, sem resíduos (principalmente poeira e gás). Fim da fase de bombardeio inicial. Era Grupos Basin inicia na Terra. |
| c.4,450 Ma       | 100 milhões de anos após a formação da Lua, formação da primeira crosta lunar, do anortosito lunar, diferencia-se dos magmas inferiores. A crosta terrestre mais antiga provavelmente se forma de maneira similar, a partir do material. Na Terra, começa o período pluvial, no qual a crosta terrestre esfria o suficiente para permitir que os oceanos se formem. |
| c.4,404 Ma       | Primeiro mineral conhecido, encontrado em Jack Hills na Austrália Ocidental. Detrito de zircões, mostrar a presença de uma crosta sólida e água líquida. Data mais tardia possível para a formação de uma atmosfera secundária, produzida pela desgaseificação da crosta terrestre, reforçada pela água e possivelmente por moléculas orgânicas fornecidas por impactos de cometas e condritos carbonáceos (incluindo o tipo CI mostrado ser elevado em vários aminoácidos e hidrocarbonetos aromáticos policíclicos (HAPs)). - Cristal de zircão. - Cristal de condrito carbonáceo. |
| c.4,300 Ma       | Era Nectárico inicia. |
| c.4,250 Ma       | A evidência a mais adiantada para a vida, baseada em incomumentes quantidades elevadas de isótopos formados de carbono como RNA e DNA, um sinal comum da vida; encontrou nos depósitos minerais mais velhos da Terra situados nos montes de Jack da Austrália Ocidental. - A ilustração de DNA. |
| c.4,100 Ma       | Era Ímbrico Inferior inicia. Bombardeamento tardio por bólidos e asteróides na Lua (e provavelmente da Terra também), produzido possivelmente pela migração planetária de Netuno para o cinturão de Kuiper como resultado de ressonâncias orbitais entre Júpiter e Saturno. "Restos da vida biótica" foram encontrados em rochas de 4,1 bilhões de anos na Austrália Ocidental. |
| c.4,030 Ma       | Gnaisse acasta dos Territórios do Noroeste, no Canadá, primeira pedra mais antiga conhecida ou agregação de minerais. |
| c.4,000 Ma       | Possível primeira aparição de atividade das placas tectônicas na crosta terrestre, como estruturas das placas podem ter começado à aparecer. Possível início da orogênese nas montanhas Napier, forças da falha e dobras para criar primeiras rochas metamórficas. - Os três tipos de limites de placas. |
| c.3,930 Ma       | Possível estabilização, começa à formação do Escudo Canadiano. |
| c.3,920–3,850 Ma | Termina à fase do bombardeio tardio. Fim do éon Hadeano. |

### Éon Arqueano

#### Era Eoarqueano
| Data       | Evento |
| ---------- | --- |
| c.3,850 Ma | Éon Arqueano, era Eoarqueano inicia. Evidência de primeiras formas de vida unicelulares e anaeróbios, com células procariontes. A apatita da Groenlândia apresenta evidências de enriquecimento de C12, característico da presença de vida fotossintética. Evidência de vida: grafite encontrado na Ilha Akilia, fora da Groenlândia Ocidental, que contém evidências de querogênio, de um tipo consistente de fotossíntese. - Fumarolas Brancas.       |
| c.3,800 Ma | A formação de ferro com faixas mais antigas foram encontradas. Primeiras massas continentais completas ou crátons, blocos de granito formados, aparecem na Terra. A ocorrência de atividades iniciais de rochas magmáticas ou ígneas e félsicas na borda oriental do cráton antártico como primeira grande massa continental, começa a coalescer. Cráton do Leste Europeu começa se formar – primeiras rochas do Escudo Ucraniano e do Maciço Voronezh. |
| c.3,750 Ma | Cintura de Nuvvuagittuq Greenstone forma-se. |
| c.3,700 Ma | O grafite é biogénico em rochas metassedimentares em 3,7 mil milhões de anos atrás, descobertas na Groenlândia Ocidental. A estabilização de começa à Cráton de Kaapval: formam-se velhos gnaisses tonalíticos. |

#### Era Paleoarqueano
| Data       | Evento |
| ---------- | --- |
| c.3,600 Ma | Era Paleoarqueano inicia. Possível montagem do supercontinente Vaalbara; mais antigos crátons na Terra (como o Escudo Canadiano, Cráton do Leste Europeu e Kaapval) começam com resultado do crescimento da perturbação da crosta terrestre ao longo, aglomerando-se em continentes Vaalbara – Cráton Pilbara estabiliza. Formação de Barberton Greenstone Belt: Montanhas Makhonjwa se eleva na borda oriental do Cráton Kaapval, montanhas mais antigas da África – área chamada de "gênese da vida" para a preservação excepcional de fósseis. Gnaisse Terrane Narryer estabiliza: Estes gnaisses torne-se o "base rochosa" para a formação do Cráton Yilgarn na Austrália – notável para a sobrevivência do Jack Hills, onde o mais antigo mineral, zircão foi descoberto. |
| c.3,500 Ma | A vida do último antepassado universal: divisão entre bactérias e arqueias, ocorre à medida que a "árvore da vida" começa a se ramificar - variedades de eubactérias começam a irradiar-se globalmente. Fósseis semelhantes às cianobactérias, são encontrados em Warrawoona, Austrália Ocidental. - Espécie Halobacteria, do domínio arqueia. - Espécie Escherichia coli, do filo eubactéria, do domínio bactéria. - Espécie Hyella caespitosa, do filo cianobactéria, do domínio bactéria. |
| c.3,480 Ma | Fósseis de tapete microbiano encontrados em arenito de 3,48 bilhões de anos atrás, descoberto na Austrália Ocidental. Primeira aparição de organismos estromatolíticos que crescem por interfaces entre diferentes tipos de materiais, principalmente em superfícies submersas ou úmidas. - Estromatólitos encontrados em Lake Thetis, Austrália Ocidental. |
| c.3,460 Ma | Fósseis de bactérias em chert. Cráton do Zimbábue estabiliza a partir da sutura de dois blocos de crustal menores, o segmento de Tokwe ao sul e o segmento ou gnaisse de Rhodesdale ao norte. |
| c.3.400 Ma | Onze táxons de procariontes são preservadas no Apex Chert do cráter de Pilbara na Austrália. Como o chert é um material microcristalino, criptocristalino ou microfibrioso rico em sílica de grão fino, preserva bastante bem os fósseis pequenos. Começa a estabilização do Escudo Báltico. |
| c.3.340 Ma | Formas Ohannesburg Dome na África do Sul: localizado na parte central do Cráton Kaapvaal e consiste em rochas graníticas como trondhjemita e tonalito introduzida em pedra máfico-ultramáfico mais antiga na fase de granitoide reconhecida até agora. |
| c.3,300 Ma | Início da força de compressão tectônica. Intrusão de plutões graníticos no Cráton de Kaapvaal. |
| c.3,260 Ma | Um dos maiores eventos de impacto registrados, ocorridos na Cintura Greenstone de Barberton, quando um asteróide de 58 km (36 ma) deixa um buraco de quase 500 km (300 ma) de diâmetro – duas e meia vezes maior do que a cratera de Chicxulub. |

#### Era Mesoarqueano
| Data             | Evento |
| ---------------- | --- |
| c.3,200 Ma       | Era Mesoarqueano inicia. Série Onverwacht no formato da África do Sul - contêm alguns dos mais antigos microfósseis principalmente esferoidais e algas carbonáceas. |
| c.3,200–2,600 Ma | Assembléia do supercontinente Ur para cobrir entre 12-16% da crosta continental atual. Formação da cintura de Limpopo. |
| c.3,100 Ma       | Formação de figueira: segunda rodada de fossilizações, incluindo Archaeosphaeroides barbertonensis e Eobacterium. Gnaisse e cintas de pedra no escudo báltico são estabelecidas na península de Kola, na Carélia e no nordeste da Finlândia. |
| c.3,000 Ma       | Orogénese de Humboldt na Antártica: possível formação das montanhas Humboldt na Terra da Rainha Maud. As cianobactérias fotossintetizadoras evoluem; usam água como um agente redutor, produzindo deste modo de oxigênio como um resíduo. O oxigênio inicialmente oxida o ferro, dissolvido nos oceanos, criando minérios de ferro – ao longo do tempo a concentração de oxigênio na atmosfera aumenta lentamente, agindo como um veneno para muitas bactérias. Como a Lua ainda está muito próxima à Terra e causa marés de 1.000 pés (305 m) de altura, a superfície terrestre é continuamente destruída por ventos fortes de furacão – essas influências de mistura extremas são pensadas para estimular processos evolutivos. Aumento de estromatólitos: tapetes microbianas tornam-se bem-sucedidas, formando o primeiro recife, constrói comunidades em áreas de águas quentes na Terra (1,5 Gyr). Forma-se Cráton da Tanzânia. - Uma reconstrução da Terra como apareceu na era Mesoarqueana, 3.000 milhões de anos atrás. |
| c.2,940 Ma       | O Cráton de Yilgarn de Austrália Ocidental, forma-se acreção em muitos blocos ou terrenos anteriormente existentes da crosta continental existente. |
| c.2,900 Ma       | Assembléia do supercontinente Kenorland, baseado no núcleo do Escudo Báltico. Terreno Narnete Gnaisse (incluindo Jack Hills) da Austrália Ocidental, sofre metamorfismo extenso. |

#### Era Neoarqueano
| Data       | Evento |
| ---------- | --- |
| c.2,800 Ma | Era Neoarqueano inicia. Dissolução do Vaalbara: Dissolução do supercontinente Ur, que se torna parte do supercontinente principal Kenorland. As crateras de Kaapvaal e Zimbábue se unem. |
| c.2,770 Ma | Formação da Bacia de Hamersley na margem sul do Cráton Pilbara – último ambiente submarino-fluviatil estável entre Yilgarn e Pilbara antes da fenda, contração e montagem intracatônico do Complexo de Gascoyne. |
| c.2,750 Ma | Cinturão de rochas verdes de Renosterkoppies se forma na borda norte do Cráton Kaapvaal. |
| c.2,736 Ma | Formação do Cinturão de rochas verdes de Temagami em Temagami, Ontário, Canadá. |
| c.2,707 Ma | O Complexo de Megacaldera do rio Blake começa a se formar nos atuais Ontário e Quebec – o primeiro supervulcão pré-cambriano conhecido – a primeira fase resulta na criação de 8 km de comprimento e 40 km de largura, atingindo leste-oeste Caldera de Misema – coalescência de pelo menos dois grandes máficos vulcões em escudo. - Mauna Kea, Hawaiʻi, um vulcão em escudo na "Big Island" do Havai. |
| c.2,705 Ma | Erupção komatiito importante, possivelmente global – possível evento de derrubada do manto. |
| c.2,704 Ma | Complexo de Megacaldera do rio Blake: a segunda fase resulta na criação de 30 km de comprimento e 15 km de largura, noroeste-sudeste, tendência Caldera de New Senator – sequências máficas maciças grossas que foram inferidas como sendo um lago de lava subaquático. |
| c.2,700 Ma | Biomarcadores de cianobactérias descobertas, juntamente com esteranos (esteróis de colesterol), associados a filmes de eucariotos, em folhelhos localizados sob leitos de hematita da formação de ferro em faixas, em Hamersley Range, Austrália Ocidental; razões de isótopos de enxofre encontradas em pirites mostram um pequeno aumento da concentração de oxigênio na atmosfera; o Esturjão da Caldera de Lake forma-se no cinturão de pedras verdes de Wabigoon – contém uma cadeia homoclinal bem preservada de fácies de xisto verde, camadas intrusivas, vulcânicas e sedimentares metamorfoseadas (fluxo piroclástico de Mattabi considerado o terceiro evento eruptivo mais volumoso); estromatólitos da série Bulawayo na forma do Zimbábue – primeira comunidade de recifes verificada na Terra. |
| c.2,696 Ma | Complexo de Megacaldera do rio Blake: a terceira fase da atividade constrói a clássica Caldera de Noranda, que contém uma sucessão de 7 a 9 km de espessura de rochas máficas e félicas que explodiram durante as cinco principais séries de atividades. O cinturão de rochas verdes de Abitibi no atual Ontário e Quebec começa a se formar: considerada a maior série do mundo de cintos de rochas verdes arqueanos do mundo, parece representar uma série de subterrâneas empurradas. |
| c.2,690 Ma | Formação de granulitos de alta pressão na região central do Limpopo. |
| c.2,650 Ma | Orogénese de Insell: ocorrência de um evento tectonotérmico discreto de alto grau (um evento metamórfico UHT). - Uma reconstrução da Terra como apareceu na era Neoarqueana, 2.650 milhões de anos atrás. |
| c.2,600 Ma | Plataforma de carbonato gigante mais antiga conhecida. A saturação de oxigênio nos sedimentos oceânicos é alcançada quando o oxigênio agora começa a aparecer dramaticamente na atmosfera da Terra. |

### Éon Proterozoico

#### Era Paleoproterozoico

##### Período Sideriano
| Data       | Evento |
| ---------- | --- |
| c.2,500 Ma | Éon Proterozoico, Era Paleoproterozoico e Período Sideriano inicia. A saturação de oxigênio nos oceanos é atingida: formações de ferro bandadas formam e saturam depósitos no fundo do oceano – sem um tanque de oxigênio, a atmosfera da Terra se torna altamente oxigenada. Grande evento de oxigenação liderado pela fotossíntese oxigenada das cianobactérias – várias formas de arqueias e bactérias anóxicas se extinguem no primeiro grande evento de extinção na Terra. Orogénese de Algoman ou Kenoran: montagem da Ártica fora do Escudo Canadiano Laurentiano e do Cráton da Sibéria – formação do Escudo Angaran e da Província Escrava. - Gráfico do nível de oxigênio. - Formações ferríferas bandadas. |
| c.2,500 Ma | Formação de Cráton Gawler na Austrália. |
| c.2,440 Ma | A glaciação Huroniana começa, provavelmente a partir da oxidação de gases de efeito estufa anteriores, produzidos pelo enterro de sedimentos orgânicos de fotossintetizadores. Primeiras cianobactérias. Formação de Cráton de Dharwar no sul da Índia. - Impressão artística da Terra durante a glaciação Huroniana. |
| c.2,400 Ma | Estrutura do impacto Suavjarvi se forma. Esta é a cratera de impacto mais antiga conhecida, cujos restos ainda são reconhecíveis. O Cráton de Dharwar, no sul da Índia, se estabiliza. - Uma reconstrução da Terra como apareceu no período Sideriano, 2.400 milhões de anos atrás. |

##### Período Rhyaciano
| Data            | Evento |
| --------------- | --- |
| c.2,300 Ma      | Período Rhyaciano inicia. |
| c.2,250 Ma      | Complexo Ígneo de Bushveld se forma: as maiores reservas mundiais de metais do grupo da platina (platina, paládio, ósmio, irídio, ródio e rutênio), além de grandes quantidades de ferro, estanho, cromo, titânio e vanádio – começa a formação da Bacia Transvaal. |
| c.2,200–1800 Ma | Foram encontradas camas vermelhas continentais, produzidas por ferro em arenito desgastado pelo tempo, expostas ao oxigênio. Orogénese Eburnina, série de eventos tectônicos, metamórficos e plutônicos, estabelecem e estruturam o Escudo Eglab ao norte do Cráton da África Ocidental e o Man Shield ao seu domínio sul-birmanês da África Ocidental estabelecido e estruturado. |
| c.2,200 Ma      | O teor de ferro de solos fósseis antigos mostra um oxigênio acumulado de 5 a 18% dos níveis atuais. Fim da Orogénese Queniana: invasão das províncias superior e escrava por diques e soleiras basálticas – o braço de Wyoming e Montana da província superior experimenta a intrusão de uma folha de 5 km de espessura de rochas gabroicas com cromita à medida que o Complexo de Stillwater se forma. - Uma reconstrução da Terra como apareceu no período Rhyaciano, 2.200 milhões de anos atrás. |
| c.2,100 Ma      | A glaciação Huroniana termina. Encontrados os primeiros fósseis eucariotos conhecidos. Os primeiros organismos multicelulares coletivamente referidos como "Gabonionta" (Fóssil do Grupo Franceviliano); Orogénese de Wopmay ao longo da margem ocidental do Escudo Canadense. |
| c.2,090 Ma      | Orogénese Eburniana: o Escudo Eglab experimenta intrusão sintetônica de plutão trondhjemítico de sua série Chegga – a maior parte da intrusão está na forma de uma plagioclase chamada oligoclase. |
| 2.070 Ma        | Orogénese Eburniana: a ressurgência astenosférica libera grande volume de magmas pós-orogênicos – eventos de magma reativados repetidamente do Neoproterozoico para o Mesozoico. |

##### Período Orosiriano
| Data               | Evento |
| ------------------ | --- |
| c.2,050 Ma         | Período Orosiriano inicia. Orogénese significativa na maioria dos continentes. - Uma reconstrução da Terra como apareceu no final do período Rhyaciano, 2.050 milhões de anos atrás. |
| c.2,023 Ma         | Estrutura do impacto Vredefort se forma. |
| c.2,005 Ma         | Orogénese de Glenburgh (c.1.920 Ma) começa: Glenburgh Terrane, no oeste da Austrália, começa a se estabilizar durante o período de magmatismo e deformação substanciais em granito; resultado do Gneisse Halfway e Metamórficas Moogie. O Dalgaringa Supersuite (c.1985 Ma), compreendendo folhas, diques e furos de tonalita mesocrática e leucocrática, estabiliza. |
| c.2,000 Ma         | O supercontinente menor Atlântica se forma. O reator de fissão nuclear natural de Oklo do Gabão produzido por bactérias precipitantes de urânio. Primeiras acritarcas. - Uma reconstrução da Terra como apareceu no período Orosiriano, 2.000 milhões de anos atrás.                                                                                                  |
| c.1,900 - 1,880 Ma | As formas de biota de Cherte Gunflint florescem, incluindo procariontes como Kakabekia, Gunflintia, Animikiea e Eoastriono. |
| c.1,850 Ma         | Estrutura de impacto de Sudbury. Orogénese Penoceano. Primeiros eucariotos. Os vírus bacterianos (bacteriófagos) surgem antes ou logo após a divergência das linhagens procarióticas e eucarióticas. - Núcleo de uma célula eucarionte. |
| c.1,830 Ma         | Orogénese de Capricórnio (1,83 - 1,78 Gyr) estabiliza o Complexo de Gascoyne central e norte: formação de xistos pelíticos e psammites conhecidos como Metamórficas Morrissey e depósito de Metamórficas Pooranoo e fácies de anfibólitos. |

##### Período Statheriano
| Data       | Evento |
| ---------- | --- |
| c.1,800 Ma | Período Statheriano inicia. Supercontinente Colúmbia se forma, um dos seus fragmentos sendo Nena. Os mais antigos ergs se desenvolvem em várias crateras, Orogénese de Barramundi (cerca de 1,8 Gyr) influencia a Bacia de MacArthur, no norte da Austrália.       |
| c.1,780 Ma | Orogénese Colorado (1.78 - 1.65 Gyr) influencia a margem sul do cráton de Wyoming - colisão do Orogésese do Colorado e do Trans-Hudson com a estrutura estabilizada do cráton arqueano.                                                                            |
| c.1,770 Ma | Orogénese de Big Sky (1.77 Gyr) influencia o sudoeste de Montana: colisão entre as crateras de Hearne e Wyoming. |
| c.1,765 Ma | À medida que a Orogénese de Kimban, no continente australiano, diminui, a Orogénese de Yapungku (1,765 Gyr) começa a afetar o cráton de Yilgarn na Austrália Ocidental – possível formação da Falha de Darling, uma das mais longas e significativas da Austrália. |
| c.1,760 Ma | Orogénese Yavapai (1,76 - 1,7 Gyr) afeta o centro ao sudoeste dos Estados Unidos. |
| c.1,750 Ma | Orogénese Gótica (1,75 - 1,5 Gyr): formação de rochas plutônicas tonalíticas-granodioríticas e vulcanitos calcalcalinos no Cráton da Europa Oriental. - Uma reconstrução da Terra como apareceu no período Statheriano, 1.740 milhões de anos atrás.               |
| c.1,700 Ma | Estabilização da segunda maior massa continental, o Escudo da Guiana na América do Sul. |
| c.1,680 Ma | Orogénese de Mangaroon (1,68 - 1,62 Gyr), no Complexo Gascoyne, na Austrália Ocidental: Durlacher Supersuite, intrusão de granito com um norte (Minnie Creek) e do cinto do sul – ortoclásio fortemente cisalhado.                                                 |
| c.1,650 Ma | Orogénese de Kararan (1,65 Gyr) eleva grandes montanhas no Cráton Gawler, no sul da Austrália – formação da Cordilheira Gawler, incluindo a pitoresca Conical Hill Track e a cascata "Organ Pipes".                                                                |

#### Era Mesoproterozoico

##### Período Calymmiano
| Data       | Evento |
| ---------- | --- |
| c.1,600 Ma | Era Mesoproterozoico e Período Calymmiano inicia. As coberturas da plataforma são expandidas. Grande Evento Orogênico na Austrália: Orogénese Isan influencia o Monte Isa Block de Queensland – grandes depósitos de chumbo, prata, cobre e zinco são depositados. A Orogénese Mazatzal (a cerca de 1.300 Ma) influencia o centro ao sudoeste dos Estados Unidos: as rochas pré-cambrianas do Grand Canyon, Vishnu Schist e Grand Canyon Series, são formadas estabelecendo o porão do Cânion com gnaisses metamorfoseados que são invadidos por granitos. O supergrupo de cinturões em Montana/Idaho/BC formou-se na bacia na borda da Laurentia. |
| c.1,500 Ma | Supercontinente Colúmbia se divide: associado à fenda continental ao longo da margem oeste de Laurentia, leste da Índia, sul da Báltica, sudeste da Sibéria, noroeste da África do Sul e norte da China – formação da província de Ghats na Índia. Primeiros eucariotos estruturalmente complexos (Hododyskia, colônia formamiferiana?). - Uma reconstrução da Terra como apareceu no período Calymmiano, 1.590 milhões de anos atrás. - Fósseis de Hododyskia. |

##### Período Ectasiano
| Data       | Evento |
| ---------- | --- |
| c.1,400 Ma | Período Ectasiano inicia. As coberturas da plataforma são expandidas. Grande aumento na diversidade de estromatólitos com colônias e recifes de algas verde-azuladas que dominam as zonas de maré de oceanos e mares. |
| c.1,300 Ma | Concluída a dissolução do supercontinente Colúmbia: atividade magmática anorogênica generalizada, formando suítes de anortosita-mangerita-charnockita-granito na América do Norte, Báltica, Amazônia e Norte da China – estabilização do Cráton Amazônico na América do Sul e Orogénese Grenville (c.1000 Ma) na América do Norte: globalmente associada à montagem do supercontinente Rodínia, estabelece a província de Grenville no leste da América do Norte – montanhas dobradas de Newfoundland para a Carolina do Norte à medida que a Montanha Old Rag se forma. |
| c.1,270 Ma | Colocação de enxame de diques máficos de granito Mackenzie – um de três dúzias de enxames de diques, forma se na Grande Província Ígnea de Mackenzie – formação de depósitos de Copper Creek. - Uma reconstrução da Terra como apareceu no período Ectasiano, 1.260 milhões de anos atrás. |
| c.1,250 Ma | Orogénese Sveconorwegiano (até c.900 Ma) inicia: essencialmente uma reformulação da crosta formada anteriormente no Escudo Báltico. |
| c.1,240 Ma | Segundo enxame de diques, os diques de Sudbury se formam no nordeste de Ontário, ao redor da área da Bacia de Sudbury. |

##### Período Steniano
| Data       | Evento |
| ---------- | --- |
| c.1,200 Ma | Período Steniano inicia. A alga vermelha Bangiomorpha pubescens, a primeira evidência fóssil deste organismo que se reproduz sexualmente. A meiose e a reprodução sexual estão presentes nos eucariotos unicelulares e possivelmente, no ancestral comum de todos os eucariotos. Supercontinente Rodínia (1,2 Gyr - 750 Myr) concluído: composto por blocos da América do Norte, Leste Europeu, Amazônia, África Ocidental, Antártica Oriental, Austrália e China, o maior sistema global já formado – cercado pelo superoceano Mirovia. |
| c.1,100 Ma | O primeiro dinoflagelado evolui: alguns fotossintéticos desenvolvem hábitos mixotróficos ingerindo presas – com sua aparência, a relação presa-predador é estabelecida pela primeira vez forçando acritarcas a estratégias defensivas e levando a uma corrida aberta da raça "brasão". Ruker tardio (1,1 - 1 Gyr) e Orogénese Nimrod (1,1 Gyr) na Antártida possivelmente começam: formação da Cordilheira de Gamburtsevs e das terras altas subglaciais de Vostok. Fivelas de Rifte de Keweenawan na parte centro-sul da placa norte-americana – deixa para trás grossas camadas de rochas expostas em Wisconsin, Minnesota, Iowa e Nebraska e cria um vale do rifte, onde o futuro Lago Superior se desenvolve. |
| c.1,080 Ma | Orogénese de Musgrave (ca. 1.080 Gyr) forma o Musgrave Block, um cinturão de tendências leste-oeste de rochas subterrâneas de granulito-gnaisse – volumoso conjunto de granitos Kulgera e o complexo Birksgate solidificam. |
| c.1,076 Ma | Orogénese de Musgrave: desenvolve-se a grande província ígnea de Warakurna – intrusão do complexo Giles e da suíte Winburn de granitos e deposição do supergrupo Bentley (incluindo vulcões Tollu e Smoke Hill). - Uma reconstrução da Terra como apareceu no período Steniano, 1040 milhões de anos atrás. |

#### Era Neoproterozoico

##### Período Toniano
| Data       | Evento |
| ---------- | --- |
| c.1,000 Ma | Era Neoproterozoico e Período Toniano inicia. Orogénese de Grenville termina. A primeira radiação de dinoflagelados e acritarcas espinhosas – aumento nos sistemas defensivos indica que as acritarcas estão respondendo aos hábitos carnívoros dos dinoflagelados – começa o declínio nas populações de recifes de estromatólitos. Rodínia começa a se separar. Primeiras algas vaucherianas. Orogénese de Rayner como Proto-Índia e Antártica colidem (a cerca de 900 Ma). Rastrear fósseis da colônia de Hododyskia (até c.900 Ma): possível divergência entre reinos animal e vegetal. Estabilização da província de Satpura no norte da Índia. Orogénese de Rayner (1 Gyr - 900 Myr) quando a Índia e a Antártica colidem. |
| c.920 Ma   | Orogénese Edmundiana (ca. 920 - 850 Myr) redefine o Complexo Gascoyne: consiste na reativação de falhas formadas anteriormente no Gascoyne – dobragem e falha das bacias de Edmund e Collier sobrepostas. Adelaide Geosyncline estabelecida no centro da Austrália – essencialmente um complexo de fissuras, consiste em uma espessa camada de rochas sedimentares e pequenos vulcânicos depositados na margem da Páscoa – predominam pedras calcárias, folhelhos e arenitos. |
| c.900 Ma   | Formação de Bitter Springs da Austrália: além da montagem de procariontes de fósseis, os chertes incluem eucariotos com estruturas internas fantasmagóricas semelhantes às algas verdes – primeira aparição de Glenobotrydion (900 - 720 Myr), uma das primeiras plantas da Terra. |
| c.830 Ma   | Rifte se desenvolve em Rodínia entre massas continentais da Austrália, leste da Antártica, Índia, Congo e Kalahari de um lado e Laurentia, Báltica, Amazônia, África Ocidental e crateras do Rio da Prata na outra – formação do Oceano Adamastor. |
| c.800 Ma   | Com níveis de oxigênio livre muito mais altos, o ciclo do carbono é interrompido e mais uma vez a glaciação se torna severa – início do segundo evento "bola de neve na Terra" |
| c.750 Ma   | O primeiro protozoário aparece: à medida que evoluem criaturas como Paramecium, Amoeba e Melanocyrillium, as primeiras células semelhantes a animais se tornam distintas das plantas – ascensão de herbívoros (alimentadores de plantas) na cadeia alimentar. Primeiro animal parecido com a esponja: semelhante ao horodisquia dos foraminíferos coloniais primitivos, os primeiros ancestrais das esponjas eram células coloniais que circulavam fontes de alimentos usando flagelos no esófago para serem digeridos. Glaciação Kaigas (c.750 Ma): primeira grande glaciação da Terra – quase todo o planeta é coberto de mantas de gelo com mais de um quilômetro de espessura e identificado a partir de unidades na Namíbia e no Bloco do Sul da China. - Uma reconstrução da Terra como apareceu no período Toniano, 750 milhões de anos atrás. - Balanditium, protozoário ciliado. - Aplysina archeri, esponja de cor vermelha. |

##### Período Criogeniano
| Data     | Evento |
| -------- | --- |
| c.720 Ma | Período Criogeniano inicia, durante o qual a Terra congela (Terra bola de neve) pelo menos 3 vezes. A glaciação Sturtiano continua o processo iniciado durante Kaigas – grandes camadas de gelo cobrem a maior parte do planeta, atrapalhando o desenvolvimento evolutivo da vida animal e vegetal – sobrevivendo com base em pequenas bolsas de calor sob o gelo. - Uma reconstrução da Terra como apareceu no período Criogeniano, 720 milhões de anos atrás. |
| c.700 Ma | Os fósseis da ameba testada aparecem pela primeira vez: os primeiros metazoários complexos deixam biomarcadores não confirmados – eles introduzem uma nova arquitetura complexa do plano corporal, que permite o desenvolvimento de estruturas internas e externas complexas. Impressões de trilhas de vermes na China: porque supostas "tocas" sob montes estromatólitos são de largura desigual e a redução gradual torna difícil a defesa da origem biológica – as estruturas implicam comportamentos simples de alimentação. Terminada a fissura de Rodínia: formação do novo superoceano Pantalassa à medida que o leito oceânico anterior de Mirovia se fecha – o cinturão móvel de Moçambique se desenvolve como uma sutura entre placas no Cráton do Congo-Tanzânia |
| c.660 Ma | À medida que as geleiras Sturtiano recuam, a Orogénese Cadomiana (660 - 540 Myr) começa na costa norte da Armórica: envolvendo uma ou mais colisões de arcos das ilhas na margem do futuro Gondwana, terrenos de Avalónia, Armórica e Ibera são estabelecidos. |
| c.650 Ma | Aparecem as primeiras demopongas: formam os primeiros esqueletos de espículas feitas de proteína espongina e sílica – com brilhos vivos dessas criaturas coloniais que filtram a alimentação, pois carecem de sistema nervoso, digestivo ou circulatório, e se reproduzem sexualmente e assexuadamente. Período final de glaciação mundial, o Marinoano (650 - 635 Myr) inicia: o evento "Terra bola de neve" mais significativo, global em escopo e mais longo – evidências de depósitos diamictitos no sul da Austrália estabelecidos na Geossinclina Adelaide. |

##### Período Ediacarano
| Data     | Evento |
| -------- | --- |
| c.635 Ma | Período Ediacarano inicia. Fim da glaciação Marinoano: último grande evento "Terra bola de neve", uma vez que as futuras eras do gelo apresentarão menos cobertura global de gelo do planeta. |
| c.633 Ma | Orogénese de Beardmore (c.620 Ma) na Antártica: reflexo do desmembramento final da Rodínia, enquanto pedaços do supercontinente começam a se mover novamente para formar Panótia. |
| c.620 Ma | Orogénese de Timanida (c.550 Ma) afeta o norte do Escudo Báltico: a província de gnaisse dividida em vários segmentos de tendência norte-sul experimenta numerosos depósitos metassedimentares e metavulcânicos – último grande evento orogênico do Pré-Cambriano. |
| c.600 Ma | Orogénese Pan-africana inicia: Escudo Árabe-Núbio formado entre placas que separam os fragmentos do supercontinente Gondwana e Panótia – supercontinente Panótia (a cerca de 500 Ma) concluída, delimitada pelos oceanos Jápeto e Pantalassa. A acumulação de oxigênio atmosférico permite a formação da camada de ozônio: antes disso, a vida terrestre provavelmente exigiria que outros produtos químicos atenuassem a radiação ultravioleta o suficiente para permitir a colonização da terra. - Uma reconstrução da Terra como apareceu no período Ediacarano, 600 milhões de anos atrás. |
| c.575 Ma | Primeiros fósseis ediacaranos. |
| c.565 Ma | Charnia, um organismo parecido com uma folhagem, evolui primeiro. |
| c.560 Ma | Rastrear fósseis, por exemplo, tocas de minhocas e pequenos animais bilateralmente simétricos. Os primeiros artrópodes. Fungos mais antigos. |
| c.558 Ma | Dickinsonia, uma grande criatura lenta em forma de disco, aparece pela primeira vez – a descoberta de moléculas de gordura em seus tecidos o torna o primeiro animal metazoário confirmado do registro fóssil. |
| c.555 Ma | O primeiro molusco possível Kimberella aparece. |
| c.550 Ma | Primeiras combinações de geléias, esponjas, corais e anêmonas. Rochas Uluru ou Ayres começam a se formar durante a Orogénese de Petermann na Austrália |
| c.544 Ma | A pequena fauna de concha aparece pela primeira vez. |

## Éon Fanerozoico

### Era Paleozoico

#### Período Cambriano
| Data           | Evento |
| -------------- | --- |
| c.541 ± 1.0 Ma | Início do Período Cambriano, da Era Paleozoico e do Éon Fanerozoico atual. Fim do Período Ediacarano, o Éon Proterozoico e o Superéon Pré-Cambriano. A fauna ediacarana desaparece, enquanto a Explosão Cambriana inicia o surgimento de muitas formas de vida complexa, incluindo vertebrados (peixes), artrópodes, equinodermes e moluscos. Panótia divide-se em vários continentes menores: Laurência, Báltica e Gondwana. |
| c.540 Ma       | Supercontinente de Panótia termina. |
| c.530 Ma       | Primeiro peixe – aparecimento de Myllokunmingia. |
| c.525 Ma       | Primeiros graptólitos. |
| c.521 Ma       | Primeiros trilobitas. - Olenoides serratus, um artrópode trilobita. |
| c.518 Ma       | A biota de Chengjiang floresce – os folhelhos de Maotianshan revelam numerosos invertebrados e artrópodes que aparecem nos folhelhos de Burgess, sugerindo que seu alcance é global e inclui vários acordes, incluindo Haikouella, Yunnanozoon e peixes primitivos como Haikouichthys. |
| c.514 Ma       | Aparecem trilobitas de Paradoxidas, os maiores membros dos trilobitas cambrianos. |
| c.511 Ma       | Os primeiros crustáceos. - Uma reconstrução da Terra como apareceu no período Cambriano, 510 milhões de anos atrás. |
| c.505 Ma       | A deposição do xisto de Burgess – biota inclui numerosos invertebrados e artrópodes estranhos como Opabinia; o primeiro grande predador do ápice, Anomalocaris, domina. - Opabinia, um artrópode dinocarido. |
| c.490 Ma       | Início da Orogénese Caledoniana, à medida que três continentes e terrenos de Laurêntia, Báltica e Avalonia colidem, resultando na construção de montanhas registradas nas partes norte da Irlanda e na Grã-Bretanha, nos Alpes Escandinavos, Svalbard, leste da Groenlândia e partes da Europa central e do norte. |
| c.488 Ma       | Primeiras estrelas do mar ofiuroides. |

#### Período Ordoviciano
| Data             | Evento |
| ---------------- | --- |
| c.485.4 ± 1.7 Ma | Início do Período Ordoviciano e fim do Período Cambriano. |
| c.485 Ma         | Primeiro peixe sem mandíbula – radiação do peixe Thelodonti na região siluriana. |
| c.460 Ma         | Primeiros crinóides evoluem. - Uma reconstrução da Terra como apareceu no período Ordoviciano, 460 milhões de anos atrás. - Crinóide no recife da ilha de Batu Moncho, Indonésia.                                                                |
| c.450 Ma         | Microfósseis de escalas ordovicianos tardios indicam a evidência mais antiga da existência de peixe com mandíbula ou Gnatostomados. Plantas e artrópodes colonizam a terra. Tubarões evoluem. Primeiros caranguejos-ferradura e estrelas do mar. |

#### Período Siluriano
| Data             | Evento |
| ---------------- | --- |
| c.443.8 ± 1.5 Ma | Início do Período Siluriano e fim do Período Ordoviciano. - Uma reconstrução da Terra como apareceu no período Siluriano, 440 milhões de anos atrás. |
| c.433 Ma         | A falha Great Glen começa a moldar as Terras Altas da Escócia à medida que a Orogenia Caledoniana chega ao fim. |
| c.430 Ma         | A primeira aparição de Cooksonia, a planta mais antiga conhecida por ter um caule com tecido vascular e é portanto, uma forma de transição entre os briófitos não vasculares primitivos e as plantas vasculares. - Reconstrução da Cooksonia, uma planta vascular. |
| c.420 Ma         | A primeira criatura respira ar. Primeiro peixe com barbatanas de raio e escorpiões terrestres. |
| c.410 Ma         | Primeiro peixe com dentes e nautiloides. |

#### Período Devoniano
| Data             | Evento |
| ---------------- | --- |
| c.419.2 ± 2.8 Ma | Início do Período Devoniano e fim do Período Siluriano. Primeiros insetos. |
| c.419 Ma         | Os sedimentos antigos de arenito vermelho começam a ser depositados na região do Atlântico Norte, incluindo, Grã-Bretanha, Irlanda, Noruega e no oeste ao longo da costa nordeste da América do Norte. Também se estende para o norte, na Groenlândia e em Svalbard. |
| c. 415 Ma        | Cephalaspis, um membro icônico da Osteostraci, aparece, o mais avançado dos peixes sem mandíbula. Sua armadura óssea serve como proteção contra a radiação bem-sucedida dos Placodermos e como uma maneira de viver em ambientes com água doce com pouco cálcio.     |
| c.395 Ma         | Primeiro de muitos grupos modernos, incluindo os tetrápodes. - Acanthostega, um tetrápode. |
| c.375 Ma         | A Orogénese Acadiana começa a influenciar a construção de montanhas ao longo da costa atlântica da América do Norte. |
| c.370 Ma         | Cladoselache, um tubarão primitivo, aparece pela primeira vez. - Uma reconstrução da Terra como apareceu no período Devoniano, 370 milhões de anos atrás. |
| c.363 Ma         | As plantas vasculares começam a criar os primeiros solos estáveis em terra. |
| c.360 Ma         | Primeiros caranguejos e samambaias. O grande peixe predador, com barbatanas nos lobos, Hyneria evolui. - Xaxim, uma samambaia. |
| c.350 Ma         | Primeiros tubarões grandes, quimeras e peixes-bruxas. |

#### Período Carbonífero
| Data             | Evento |
| ---------------- | --- |
| c.358.9 ± 2.5 Ma | Início do Período Carbonífero e fim do Período Devoniano. Anfíbios diversificam.                                                                                                 |
| c.345 Ma         | Agaricocrinus americanus, um representante dos crinóides, aparece como parte de uma radiação bem-sucedida dos equinodermos.                                                      |
| c.330 Ma         | Primeiros amniotas evoluem. - Uma reconstrução da Terra como apareceu no Carbonífero, 330 milhões de anos atrás.                                                                 |
| c.320 Ma         | Primeiros sinapsídeos evoluem. |
| c.318 Ma         | Primeiros besouros. |
| c.315 Ma         | Evolução dos primeiros répteis. - Hylonomus lyelli, um réptil. |
| c.312 Ma         | Hylonomus aparece pela primeira vez, um dos répteis mais antigos encontrados no registro fóssil.                                                                                 |
| c.306 Ma         | Diplocaulus evolui nos pântanos com um crânio incomum do tipo bumerangue. |
| c.305 Ma         | Os primeiros diápsides evoluem; Meganeura, uma libélula gigante, domina os céus. - Meganeura, uma libélula gigante                                                               |
| c.300 Ma         | Último grande período de episódios de construção de montanhas na Europa e na América do Norte em resposta à sutura final do supercontinente Pangeia – Montes Urais são elevadas. |

#### Período Permiano
| Data             | Evento |
| ---------------- | --- |
| c.298.9 ± 0.8 Ma | Início do Período Permiano e fim do Período Carbonífero. A essa altura, todos os continentes se fundiram no supercontinente de Pangeia. Plantas de semente e coníferas diversificam junto com temnospondilos e pelicossauros. - Dimetrodon, um réptil pelicossauro. |
| c.296 Ma         | O fóssil conhecido o mais velho do polvo. |
| c.295 Ma         | Dimetrodon evoluem. |
| c.280 Ma         | Primeiras cicadófitas evoluem. |
| c.275 Ma         | Primeiros terapsídeos evoluem. - Uma reconstrução da Terra como apareceu no período Permiano, 275 milhões de anos atrás. - Inostrancevia, um réptil terapsídeo. |
| c.270 Ma         | Gorgonopsianos, os principais predadores do Permiano tardio, evoluíram primeiro. |
| c.251.4 Ma       | Extinção do Permiano-Triássico. Extinção dos trilobitas e euriptéridos. |

### Era Mesozoico

#### Período Triássico
| Data               | Evento |
| ------------------ | --- |
| c.251.902 ± 0.4 Ma | Início da Era Mesozoico e do Período Triássico. A revolução marinha do mesozoico inicia.                                                        |
| c.245 Ma           | Primeiros ictiossauros. |
| c.240 Ma           | Cinodontes e rincossauro diversificam. |
| c.225 Ma           | Primeiros dinossauros e teleósteos evoluem. - Eoraptor, um dos primeiros dinossauros.                                                           |
| c.220 Ma           | Primeiros crocodilos e moscas. - Uma reconstrução da Terra como apareceu no período Triássico, 220 milhões de anos atrás.                       |
| c.215 Ma           | Primeiras tartarugas. Dinossauros saurópodes de pescoço longo e celófise, um dos primeiros dinossauros terópodes, evoluem. Primeiros mamíferos. |
| c.210 Ma           | Primeiras Elasmosauridae. |

#### Período Jurássico
| Data             | Evento |
| ---------------- | --- |
| c.201.3 ± 0.6 Ma | O evento da extinção do Triássico-Jurássico marca o final do Triássico e o início do Período Jurássico. Os maiores dinossauros, como diplodoco e o braquiossauro, evoluem durante esse período, assim como os carnossauros; dinossauros predadores bípedes grandes, como Alossauros. Primeiros pterossauros e saurópodes especializados. Ornitísquios diversificam. |
| c.190 Ma         | Pliossauros evoluem, juntamente com muitos grupos de invertebrados marinhos primitivos. |
| c.180 Ma         | Pangeia se divide em dois continentes principais: Laurásia no norte e Gondwana no sul. |
| c.176 Ma         | Primeiros Estegossauros. - Estegossauro viveu durante o Jurássico tardio. |
| c.170 Ma         | Primeiras salamandras e tritões evoluem. Cinodontes são extintos. - Uma reconstrução da Terra como apareceu no período Jurássico, 170 milhões de anos atrás. |
| c.165 Ma         | Primeiras raias e bivalves glicicéridos. |
| c.164 Ma         | O primeiro mamífero planador, Volaticotherium, aparece no registro fóssil. |
| c.161 Ma         | Primeiros ceratopsianos. |
| c.155 Ma         | Primeiras aves e triconodontes. Estegossauros e terópodes diversificam. |
| c.153 Ma         | Primeiros pinheiros. |

#### Período Cretáceo
| Data                | Evento |
| ------------------- | --- |
| c.145 ± 4 Ma        | Fim do Período Jurássico e o início do Cretáceo. |
| c.145 Ma            | Primeiros louva-a-deus. |
| c.140 Ma            | Aranhas tecelãs de orbes mais antigas evoluem. |
| c.130 Ma            | Laurásia e Gondwana começam a se separar à medida que o Oceano Atlântico se forma. Primeiras plantas com flores. Krill, peixes-sapos, morcegos e diabos mais antigos. |
| c.125 Ma            | Sinodelphys szalayi, o mais antigo marsupial conhecido, evolui na China. |
| c.122 Ma            | anquilosaurídeos mais antigo. - Ankylosaurus, um anquilosaurídeo |
| c.115 Ma            | Primeiros monotremados. |
| c.110 Ma            | Primeiros hesperornithiformes. |
| c.106 Ma            | Espinossauro evolui. - Uma reconstrução da Terra como apareceu no período Cretáceo, 105 milhões de anos atrás. |
| c.100 Ma            | Primeiras abelhas. |
| c.94 Ma             | Aparecem as primeiras espécies modernas de palmeiras. |
| c.90 Ma             | O subcontinente indiano se separa da Gondwana, tornando-se um continente insular. Ictiossauros são extintos. Cobras e carrapatos evoluem. |
| c.86 Ma             | Primeiros hadrossaurídeos. |
| c.80 Ma             | Austrália se separa da Antártida. Primeiras formigas. |
| c.75 Ma             | Primeiros velociraptores. |
| c.70 Ma             | Multituberculados diversificam. Mosassauros evolui. |
| c.68 Ma             | Tyrannosaurus rex evolui. Primeiras espécies de tricerátops. Quetzalcoatlus, um dos maiores animais voadores que já existiu, aparece pela primeira vez no registro fóssil. |
| c.66.038 ± 0.011 Ma | O evento de extinção do Cretáceo-Paleogeno no final do Período Cretáceo marca o fim da Era Mesozoica e era dos dinossauros; início do Período Paleogeno e da atual Era Cenozoico. - O impacto de um meteorito ou cometa é hoje amplamente aceito como o principal motivo do evento de extinção do Cretáceo-Paleogeno. |

### Era Cenozoico

#### Período Paleogeno
| Data            | Evento |
| --------------- | --- |
| c.63 Ma         | Primeiros creodontes. - Hyaenodon, um creodonte. |
| c.62 Ma         | Primeiros pinguins. |
| c.60 Ma         | Evolução dos primeiros primatas e miacídeos. Os pássaros que não voam se diversificam. |
| c.56 Ma         | Gastornis evolui. |
| c.55.8 ± 0.2 Ma | Início da Época Eoceno e o fim do Paleoceno. |
| c.55 Ma         | A ilha do subcontinente indiano colide com a Ásia, subindo o Himalaia e o planalto tibetano. Muitos grupos modernos de pássaros aparecem. Primeiros antepassados de baleias. Primeiros roedores, lagomorfos, tatus, sirénios, proboscídeos, perissodáctilos, artiodátilos e tubarões-mako. Angiospermas se diversificam. |
| c.52.5 Ma       | Primeiros pássaros passeriformes. |
| c.52 Ma         | Primeiros morcegos. |
| c.50 Ma         | África colide com a Eurásia, fechando o Mar de Tétis. Divergência de antepassados de gatos e cães. Primatas se diversificam. brontotérios, antas e rinocerontes evoluem. |
| c.49 Ma         | Baleias voltam para a água. |
| c.45 Ma         | Camelos evoluem na América do Norte. |
| c.40 Ma         | Idade do parvordem Catarrhini; primeiros caninos evoluem. Os insetos lepidópteros tornam-se reconhecíveis. Gastornis é extinto. Basilosaurus evolui. - Uma reconstrução da Terra como apareceu no período Paleogeno, há 40 milhões de anos atrás.                                                                        |
| c.37 Ma         | Primeiros falsos dentes de sabre. |
| c.33.9 ± 0.1 Ma | Início da Época Oligoceno e o fim do Eoceno. |
| c.35 Ma         | Os campo aparecem pela primeira vez. Glyptodontes, preguiças gigantes, porcos, cães, águias e falcões evoluem. - Megatherium, uma preguiça gigante. |
| c.33 Ma         | Primeiros marsupiais de tilacinídeos evoluem. |
| c.30 Ma         | Brontotérios são extintos. Porcos evoluem. América do Sul se separa da Antártida, tornando-se um continente insular. |
| c.28 Ma         | paraceratérios evoluem. Primeiros pelicanos. |
| c.26 Ma         | Surgimento dos primeiros verdadeiros elefantes. |
| c.25 Ma         | Primeiros cervos. Felinos evoluem. |
| c.24 Ma         | Pinípedes (focas) mais antigos. |

#### Período Neogeno
| Data                  | Evento |
| --------------------- | --- |
| c.23.03 ± 0.05 Ma     | Início do Período Neogeno e Época Mioceno. |
| c. 23 Ma              | Primeiros Megalodontes |
| c.22 Ma               | Primeiras hienas. |
| c.20 Ma               | Girafas e tamanduás gigantes evoluem. |
| c.18-12 Ma            | Idade estimada da divisão Hominidae/Hylobatidae (grandes símios vs. gibões). |
| c.16 Ma               | Hipopótamo evolui. |
| c. 17 Ma              | Primeiras Preguiças gigantes. |
| c.15 Ma               | Primeiros mastodontes, bovídeos e cangurus. A megafauna australiana se diversifica. - Uma reconstrução da Terra como apareceu no período Neogeno, há 15 milhões de anos atrás.                                                        |
| c.10 Ma               | Insetos se diversificam. Primeiros cavalos grandes. Camelos atravessam da América para a Ásia. |
| c.6.5 Ma              | Primeiros membros da tribo Hominini. |
| c.6 Ma                | Australopitecíneos diversificam. |
| c.5.96 Ma – - 5.33 Ma | Crise Messiniano de Salinidade: o precursor do atual Estreito de Gibraltar se fecha repetidamente, levando a uma dessecação parcial e a um forte aumento da salinidade do Mar Mediterrâneo.                                           |
| c.5.4-6.3 Ma          | Idade estimada da divisão Homo/Pan (humana vs. chimpanzé) se cruzam. |
| c.5.5 Ma              | Aparência do gênero Ardipithecus. - Ardipithecus ramidus, um homínideo. |
| c.5.33 Ma             | Inundação Zancleano: o Estreito de Gibraltar abre pela última vez (e atual) e a água do Mar Atlântico enche novamente a bacia do Mar Mediterrâneo.                                                                                    |
| c.5.333 ± 0.005 Ma    | Início do Plioceno. Primeiras preguiças de árvores. Primeiros grandes abutres. falsos dentes de sabre são extintos. |
| c.4.8 Ma              | O mamute aparece. - Mamute, um proboscídeo. |
| c.4.5 Ma              | Aparecimento do gênero Australopithecus. - Australopithecus afarensis. |
| c.4 Ma                | Primeiras zebras. |
| c.3 Ma                | Istmo do Panamá se une à América do Norte e do Sul. Grande Intercâmbio Americano. Felinos, condores, guaxinins e camelídeos se movem para o sul; tatus, beija-flores e gambás se movem para o norte. Primeiros Tigre dente de sabres. |
| c.2.7 Ma              | Paranthropus evoluem. |
| c.2.6 Ma              | A era do gelo atual começa. |

#### Período Quaternário
| Data              | Evento |
| ----------------- | --- |
| c.2.58 ± 0.005 Ma | Início da Época Pleistoceno, do atual Período Quaternário e da idade da pedra (Paleolítico Inferior); surgimento do gênero Homo e a primeira espécie habilis aparece. Smilodon, o mais conhecido dos tigres de dentes de sabre, aparece. - Face do Homo habilis, o primeiro a usar ferramentas de pedra. |
| c.1.9 Ma          | Fósseis mais velhos conhecidos do Homo erectus. Esta espécie pode ter evoluído algum tempo antes, até c.2 Ma atrás. - Homo erectus, o primeiro a usar o fogo. |
| c.1.7 Ma          | Australopitecíneos são extintos. |
| c.1.8-0.8 Ma      | Colonização da Eurásia pelo Homo erectus. |
| c.1.5 Ma          | Evidência mais antiga possível do uso controlado do fogo pelo Homo erectus. |
| c.1.2 Ma          | Homo antecessor evoluem. Paranthropus morre. - Uma reconstrução da Terra como apareceu no período Quaternário, há 1 milhão de anos atrás. |
| c.0.79 Ma         | Evidência mais antiga demonstrável do uso controlado do fogo pelo Homo erectus. |
| c.0.7 Ma          | Última reversão do campo magnético da Terra. Homininos arcaicos mais antigos que se separaram da linhagem humana moderna que foram encontrados no genoma da população da África Subsaariana aproximadamente 35.000 anos atrás.                                                                           |
| c.0.64 Ma         | Caldeira de Yellowstone entra em erupção. |
| c.0.6 Ma          | Homo heidelbergensis evoluem. - Face do H. heidelbergensis. |
| c.0.5 Ma          | Primeiros ursos pardos. |
| c.0.315 Ma        | Início do Paleolítico Médio. Aparecimento do Homo sapiens na África. - Uma reconstrução da Terra como apareceu no período Quaternário, presente. - Representação artística do H. sapiens sapiens. Para eventos posteriores, consulte Cronologia da pré-história humana.                                  |